# Interbrigády

Vlajka Mezinárodních brigád

Vlajka Lidové fronty

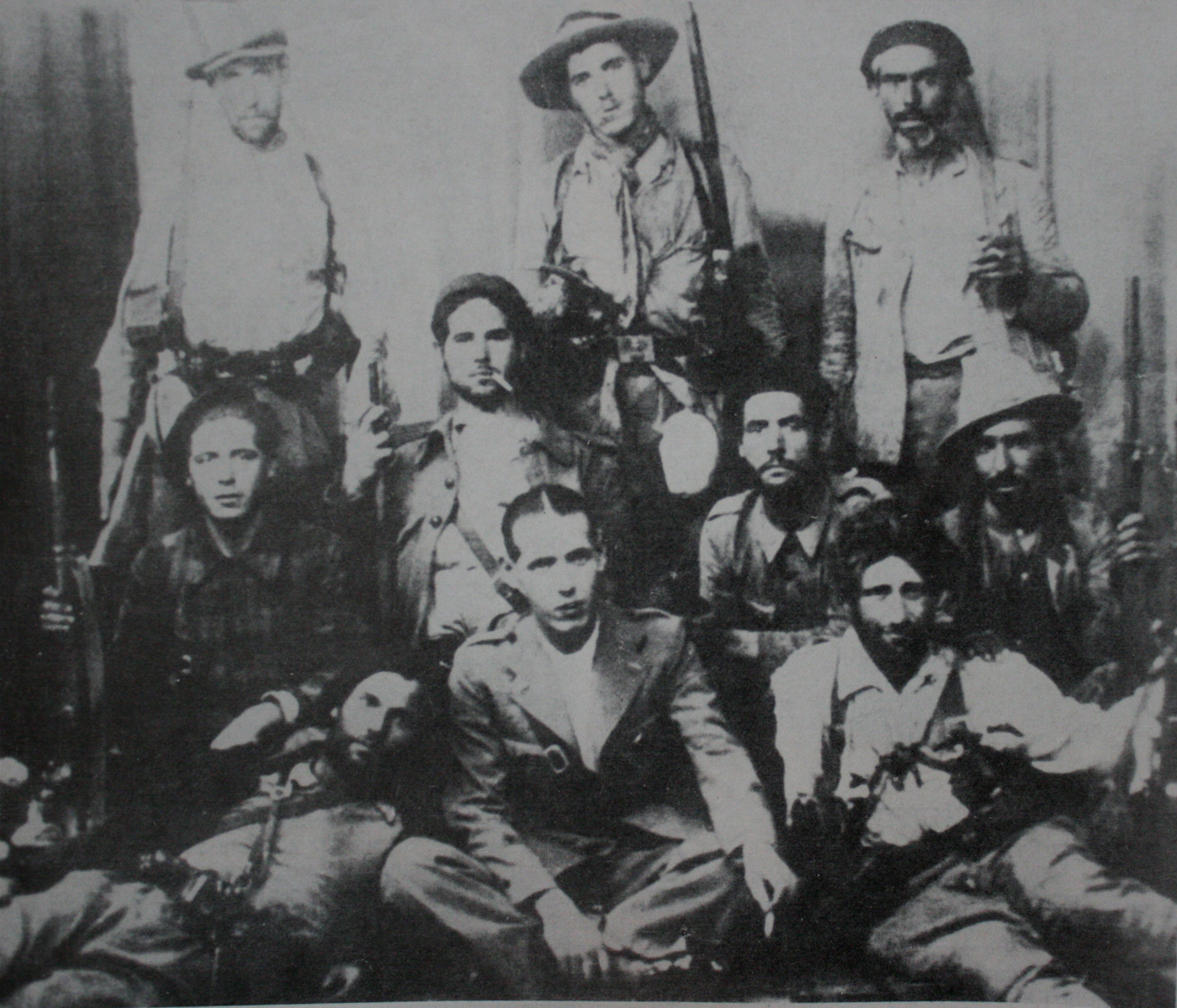
Jednotka bulharských interbrigadistů z roku 1937

Vlajka Maďarské mezinárodní brigády

Vlajka italské batalión „Garibaldi“ – 12. mezinárodní brigády

Mezinárodní brigády neboli interbrigády (španělsky Brigadas Internacionales) byly vojenské jednotky tvořené výhradně ze zahraničních dobrovolníků, které bojovaly v letech 1936–1939 ve španělské občanské válce na straně Druhé španělské republiky (republikánů) proti jednotkám generála Franka (tzn. falangistům).
Mezinárodní byla 11., 12., 13., 14., 15. a 129. brigáda. Zahraniční dobrovolníci byli i v 16., 50. a 86. brigádě. Celkem se během války vystřídalo v interbrigádách 32 000–35 000 dobrovolníků a dalších 10 000 dobrovolníků se zúčastnilo války jako nevojenský personál. Několik tisíc cizinců (3000–5000) bylo přímo členy CNT či POUM. Na pomoc republikánům byli na Stalinův rozkaz posláni poradci ze SSSR (2000–3000 mužů). Na druhé straně Frankovi falangisté mohli počítat s podporou jednotek nacistického Německa a fašistické Itálie.

## Vznik brigád a nábor dobrovolníků

### Počátek
S myšlenkou používat zahraniční komunistické strany k náboru dobrovolníků do španělské občanské války přišel jako první v roce 1936 Wilhelm Münzenberg, německý komunista, který byl vedoucím propagandy Kominterny pro západní Evropu. V září 1936 se komunistické strany Francie a Itálie rozhodly jednat. Italský komunista Luigi Longo dojednal nezbytná opatření se španělskou vládou za pomoci sovětského Ministerstva obrany (sověti měli rozsáhlé zkušenosti s organizací zahraničních jednotek z dob ruské občanské války). Španělský premiér Largo Caballero byl zpočátku proti formování zahraničních jednotek ve Španělsku, ale počáteční válečné neúspěchy ho donutily situaci přehodnotit. Oficiálně schválil vytvoření interbrigád 22. října 1936.

### Propagace
Jako významná propagace interbrigád posloužil otevřený dopis Josifa Stalina španělskému komunistickému vůdci José Díazovi, který byl publikován v periodiku Mundo Obrero 17. října 1936. Dopis konstatoval, že vítězství republikánů ve válce není pouze záležitostí Španělů, ale věcí „celého pokrokového lidstva“. Následně začaly ve většině států vznikat organizace podporující Druhou španělskou republiku, které byly více či méně kontrolovány Kominternou.

### Organizace
Hlavní náborové centrum interbrigadistů vzniklo tajně v Paříži pod vedením plukovníka Świerczewského, polského komunisty a veterána z ruské občanské války. Pro dobrovolníky z východní Evropy zprostředkovával pomoc, peníze a cestovní pasy Josip Broz Tito, pozdější hlavní postava protinacistického odboje a jugoslávský prezident. Po náboru byli interbrigadisté posíláni buď lodí nebo po železnici do Španělska. Hlavní základnou a shromaždištěm se stalo Albacete nacházející se 278 km jihovýchodně od Madridu. Do velení celé operace byli zvoleni významní členové Kominterny. Francouzský komunista André Marty zastával pozici hlavního velitele, Luigi Longo (Gallo) se stal generálním inspektorem a italský komunista Giuseppe Di Vittorio (Nicoletti) byl politickým komisařem. Francouzská komunistická strana poskytovala interbrigadistům uniformy a Sovětský svaz dodával vojenský materiál.
Motivace interbrigadistů byla velice různorodá. Někteří přišli bojovat do Španělska za demokracii, další viděli v boji první krok v cestě k rozpoutání revoluce v jejich domovině. Do interbrigád se hlásili nezaměstnaní dělníci (převážně z Francie) či dobrodruhové. Nemalou část tvořili komunisté, kteří museli díky své činnosti emigrovat do SSSR. Tak se dostali do Španělska lidé jako veterán ruské občanské války Manfred Stern (zvaný Kléber), pozdější velitel východoněmecké Stasi Wilhelm Zaisser (Gomez) či maďarští revolucionáři Máté Zalka (Lukács) a János Gálicz (Gal).

### Interbrigadistická přísaha
| „ | Jsem zde, protože jsem dobrovolník a jsem připraven bojovat do poslední kapky krve za záchranu svobody Španělska a svobody celého světa! | “ |

## Bojové nasazení

### Obléhání Madridu
Madrid, hlavní město Španělska, byl od začátku války v rukou republikánů. Falangisté s cílem dobýt hlavní město, a tak rychle ukončit válku ve svůj prospěch, zaútočili 8. listopadu 1936. Narazili ale na houževnatý odpor republikánských vojsk spojených s interbrigadisty. Po více než dvouměsíčním obléhání se nakonec museli v půlce ledna 1937 stáhnout. Republikánům se podařilo odrazit nejvýraznější falangistický pokus o dobytí Madridu a udržet jej až do úplného konce války v roce 1939.
Zásluhy interbrigadistů při obraně Madridu jsou všeobecně uznávané. Propaganda Kominterny ale úlohu a důležitost interbrigadistů účelně zveličovala a ubránění Madridu bylo nakonec prezentováno jako čistě vítězství interbrigadistů. Ve skutečnosti bránilo Madrid na 40 000 republikánských vojáků a počet interbrigadistů nepřesáhl 3000 mužů. Hlavní přínos interbrigadistů byl v zlepšování morálky republikánského vojska díky jejich nadšenému a odhodlanému nasazení v boji. Zcela neocenitelnými se staly bojové zkušenosti některých dobrovolníků z První světové války (Španělsko zůstalo po dobu celé války neutrální).

### Bitva na Jaramě

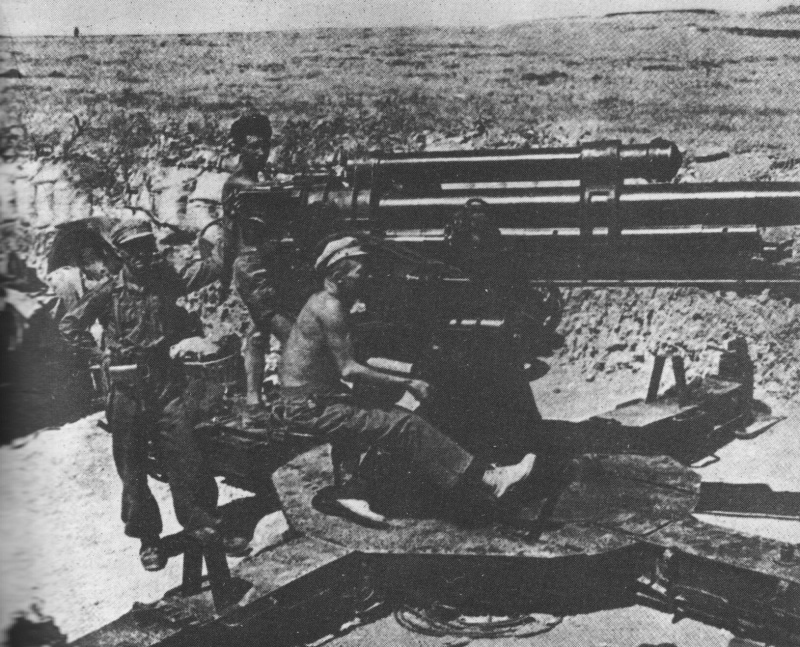
Československá Gottwaldova dělostřelecká baterie

Dne 8. února 1937 padla do rukou falangistům Málaga. Po tomto významném vítězství se falangisté se rozhodli přerušit spojení spojení mezi hlavními centry republikánů Madridem a Valencií. Proběhly velice tuhé boje, které přinesly těžké ztráty na obou stranách. Příkladem jsou boje na tzv. Sebevražedném kopci (anglicky: Suicide Hill), kde Britský batalion tvořený převážně britskými a irskými dobrovolníky ztratil 375 mužů z celkového počtu 600. Republikáni nakonec společně s interbrigadisty zastavili falangistický postup a cesta z Madridu do Valencie zůstala v rukou republikánů. Operace skončila 27. února 1937.
Ve světě mezitím 21. února 1937 nabyl účinnosti zákaz Společnosti národů se vměšovat a poskytovat Španělsku dobrovolníky. Od tohoto okamžiku Společnost národů vyvíjela velmi silný tlak na odchod interbrigadistů ze Španělska.

### Bitva o Guadalajaru
Po neúspěchu u Jaramy se rozhodli falangisté opět zaútočit na Madrid. Předem stanoveným cílem se stalo městečko Guadalajara vzdálené 50 km od Madridu. Na operaci byly vyčleněny veškeré italské expediční jednotky o síle 35 000 mužů. Italský vůdce Mussolini chtěl, aby vítězství připadlo pouze Itálii. Dne 9. března 1937 prolomily italské jednotky republikánské linie a falangisté začali rychle postupovat k Madridu. Republikáni rychle sestavili ty nejlepší jednotky včetně 11. a 12. mezinárodní brigády a do protiútoku byli posláni italští interbrigadisté z Garibaldiho batalionu. Aniž by o tom obě strany věděly, obě mluvily stejným jazykem. Nakonec toho využili jak republikáni, tak falangisté a získali od protivníka cenné informace bez jakéhokoliv prozrazení. Němečtí interbrigadisté z Thälmannova batalionu se při operaci vyznamenali a za cenu velkých ztrát udrželi cestu mezi Trijueque a Torijou.

## Rozpuštění interbrigád
V červnu 1938 se Stalin rozhodl přestat podporovat republikánský režim, kterému za španělské zlaté rezervy dodával vojenský materiál. V říjnu 1938 nařídila Společnost národů úplné stažení interbrigadistů ze Španělska. Španělský premiér Juan Negrín nakonec jejich zrušení v září 1938 odsouhlasil s nadějí, že Společnost národů dohlédne i na stažení Italů a Němců bojujících na straně falangistů a zruší zbrojní embargo. Interbrigadisté byli nuceni překročit Pyreneje do Francie, kde byli následně internováni v táborech Argeles a Gurs.

## Českoslovenští interbrigadisté

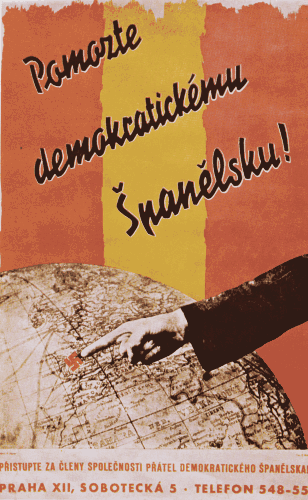
Propagační plakát z meziválečného Československa

Nábor československých dobrovolníků (později se jim začalo říkat Španěláci) do španělské občanské války byl organizován za pomoci KSČ a některých sociálních demokratů. V říjnu 1936 vznikl Výbor pro pomoc demokratickému Španělsku, jehož předsedou byl v letech 1936–1937 sociální demokrat Emanuel Viktor Voska. Za členy Výboru se přihlásilo přes 40 československých organizací a institucí (Rudé odbory, Solidarita, Volná myšlenka, Dělnická akademie, Svaz československých učitelů). V listopadu 1937 byl Výbor, který měl do té doby charakter volného sdružení, reorganizován a legalizován jako Společnost přátel demokratického Španělska (předseda doc. PhDr. Josef Fischer, místopředsedové Marie Pujmanová a Jaroslav Kratochvíl).
Výbor pro pomoc demokratickému Španělsku zajišťoval dobrovolníkům pasy, finančně je zajistil a zprostředkoval cestu do náborového centra v Paříži. Heslem celé operace se stalo známé U bran Madridu se bojuje také za Prahu! Složením nebyli dobrovolníci pouze členové komunistické strany. Ti tvořili z počátku pouze 20 % z celkového počtu dobrovolníků. Postupem času jejich počet rostl, ale nikdy nepřesáhl 50 %.
Z počátku byli Čechoslováci přiřazováni do národnostně různorodých jednotek. Časem ale vznikly ve Španělsku převážně československé jednotky jako například Pěší četa Klementa Gottwalda, protiletadlová baterie Klement Gottwald (17. Batería Antiaérea Klement Gottwald) či Mezinárodní pěší prapor Masaryk (Batallón Internacional de Infantería Masaryk), který sdružoval pouze slovanské dobrovolníky. Celkový počet československých interbrigadistů se různí. Odhaduje se počet okolo 2000 (800 byli českoslovenští krajané z USA, Kanady, Francie a jiných zemí), počet padlých a nezvěstných je ještě těžší odhadnout. Obecně se mluví o několika stovkách mrtvých.
Mezi nejznámější československé interbrigadisty patřili například lékaři Karel Holubec a František Kriegel, Artur London, komunistický činitel odsouzený v inscenovaném procesu s Rudolfem Slánským, Vendelín Opatrný, československý velitel, který padl při bojích o Dukelský průsmyk, Josef Pavel, ministr vnitra ČSSR v roce 1968, Leopold Pokorný, jehož oběť při záchraně jednotky amerických dobrovolníků získala obdiv jak mezi interbrigadisty, tak doma v ČSR, Jaroslav Kovanda, československý letec RAF, Otakar Hromádko, autor knihy Jak se kalila voda, Osvald Závodský, popravený v 50. letech a mnoho dalších. Po rozpuštění brigád se českoslovenští dobrovolníci většinou stáhli do Francie. Po zrušení internačních táborů ve francouzském Gurs vstoupili do vznikající československé vojenské zahraniční jednotky ve Francii (z necelých 550 dobrovolníků v internačních táborech se do vznikající jednotky přihlásilo přes 440 interbrigadistů). Odtud vedla jejich cesta po pádu Francie do Anglie nebo se aktivně účastnili francouzského odboje.
Po druhé světové válce v letech 1945–1948 využívala KSČ navrátivších se interbrigadistů díky jejich jazykovým schopnostem a bojovým zkušenostem na ministerstvech zahraničí či obrany. Vše se ale obrátilo po únoru 1948, kdy KSČ začala na povel SSSR hledat vnitřního nepřítele. Interbrigadisté byli označeni za francouzské či americké špióny a byli plošně perzekvováni. Přišli o zaměstnání, členství ve straně a mnoho z nich strávilo mnoho let ve vězení. Jejich rehabilitace přišla až s 60. léty a postupným uvolňováním komunistického režimu. Mnoho z nich se pak podílelo na aktivitách reformního hnutí v KSČ, které později vedlo k Pražskému jaru.
Posledním výrazným hromadným počinem československých interbrigadistů bylo jejich vyslání na Kubu po tzv. Kubánské revoluci, kde díky znalosti jazyka a hispánského prostředí byli cennými poradci pro vznikající vládu vedenou Fidelem Castrem.

### Národnostní složení interbrigád
| Vlajka             | Země               | Počet                           | Poznámka |  |
| ------------------ | ------------------ | ------------------------------- | --- |  |
| Francie            | Francie            | 8962[3]–9000[4]                 | |  |
| Itálie             | Itálie             | 3000[3][4]–3350[5]              | |  |
| /                  | Německo/Rakousko   | 3000[5]–5000[4]                 | Beevor udává 2217 Němců a 872 Rakušanů.[3] |  |
| Polsko             | Polsko             | 3000[5][4]–3113[3]              | |  |
| USA                | USA                | 2341[3]–2800[4][5]              | 750–800 mrtvých |  |
|                    | Balkánské státy    | 2095[3]                         | |  |
| Sovětský svaz      | SSSR               | 2000–3000[5]                    | Nikdy nebylo přítomno více než 800 mužů.[6] |  |
| Spojené království | Spojené království | 2500[7]                         | |  |
| Belgie             | Belgie             | 1600[4]–1722[3]                 | |  |
| Kanada             | Kanada             | 1546–2000[4]                    | Thomas odhaduje 1000.[5] |  |
|                    | Jugoslávie         | 1500[5]–1660[4]                 | okolo 800 mrtvých |  |
| Kuba               | Kuba               | 1101[8][9]                      | |  |
| Československo     | Československo     | 1006,[3] 1500[5][4] až 2200[10] | |  |
|                    | Baltské státy      | 892[3]                          | |  |
| Argentina          | Argentina          | 740[11]                         | |  |
| Nizozemsko         | Nizozemsko         | 628[3]                          | |  |
| Dánsko             | Dánsko             | 550                             | 220 mrtvých |  |
| Maďarsko           | Maďarsko           | 528[3]–1500[5]                  | |  |
| Švédsko            | Švédsko            | 500[12]                         | Odhaduje se 799[3]–1000[5] dobrovolníků ze Skandinávie (Thomas odhaduje okolo 1000, z toho 500 Švédů.[13])                                                                      |  |
| Bulharsko          | Bulharsko          | 462                             | |  |
| Švýcarsko          | Švýcarsko          | 408[3]–800[14]                  | 170 mrtvých |  |
| Irsko              | Irsko              | 250                             | Byli rozdělení mezi Britský batalion a batalion Abrahama Lincolna |  |
| Norsko             | Norsko             | 225                             | 100 mrtvých[15][16][17] |  |
| Finsko             | Finsko             | 225                             | Zahrnuje 78 finských Američanů a 73 finských Kanaďanů, cca 70 mrtvých.[18] |  |
| Estonsko           | Estonsko           | 200[19]                         | |  |
| Řecko              | Řecko              | 250                             | |  |
| Portugalsko        | Portugalsko        | 134[3]                          | |  |
| Lucembursko        | Lucembursko        | 103                             | |  |
| Čínská republika   | Čína               | 100[20]                         | Nábor byl organizovaný Komunistickou stranou Číny, dobrovolníci byli převážně Číňané žijící mimo svou domovinu. Vůdcem byl Sie Wej-ťin (ZZ: 谢唯进, pchin-jin: Xiè Wéijìn).[21] |  |
| Mexiko             | Mexiko             | 90                              | |  |
|                    | Kypr               | 60                              | |  |
| Filipíny           | Filipíny           | 50[22][23]                      | |  |
| Albánie            | Albánie            | 25                              | |  |
| Kostarika          | Kostarika          | 24[5]                           | |  |
|                    | Ostatní            | 1122[3]                         | |  |

## Interbrigadisté po válce

Východoněmecká známka věnovaná interbrigadistovi Hansi Beimlerovi z roku 1966

Osudy interbrigadistů byly po občanské válce velice rozličné. Interbrigadisté z Německa, Itálie a Maďarska se nemohli vůbec vrátit domů, protože by byli místním fašistickým režimem krutě perzekvováni. V mnoha demokratických zemích na ně bylo nahlíženo jako na politicky nespolehlivé osoby a byli vystaveni mnoha sankcím. Například belgickým, nizozemským a polským dobrovolníkům bylo odebráno občanství, protože sloužili v armádě cizí země. Kanadští dobrovolníci byli po návratu domů vyšetřováni policií, bylo jim odepřeno zaměstnání a jako politicky nespolehliví nemohli sloužit během druhé světové války v armádě. Američtí dobrovolníci ve válce sloužit mohli, ale bylo jim odmítnuto jakékoliv povýšení. Nejhůře dopadli švýcarští interbrigadisté, kteří byli po návratu domů postaveni před vojenský soud a odsouzeni až na čtyři roky do vězení.
Interbrigadistům se dostalo uznání až se začátkem druhé světové války, kdy se jednotlivé státy dostávaly do války se silami podporujícími falangisty. Po válce byli v západní Evropě interbrigadisté účelně zapomínáni z obav z potenciální podpory komunismu. Ve východní Evropě, kde se zformovaly komunistické režimy, byli naopak interbrigadisté oslavováni jako první bojovníci proti fašismu. Ve Východním Německu, kde komunisté hledali, jak vybruslit z nacistické minulosti země, se stali němečtí interbrigadisté skoro až mýtem a byli oslavováni na každoročních vzpomínkových akcích.